# Fytokrom
Fytokromer är en grupp ljuskänsliga pigment hos växter, som framför allt absorberar rött ljus. De finns hos flera olika växter, men är framför allt studerade hos backtrav, då detta är en vanlig studieväxt i studier rörande växters dygnsrytm. Förutom att ha en roll i regleringen av dygnsrytm tänker man sig också att fytokromerna talar om för den groende växten när den penetrerat markytan. De har även betydelse för frön som är ljusgroende, då groningen påverkas av förhållandet mellan rött och mörkrött ljus. 